# Челник
 Тази статия е за уреда за осветление.  За селото вижте Челник (село).  
Челник е уред, който е източник на светлина и се поставя на човешка глава. Има широка употреба и се използва за получаване на светлина при различни дейности, сред които: туризъм, спелеология, спортно ориентиране, ски и сноуборд, ултра бягане, планинско колоездене и други. Някои професии също изискват използването на челник, като например миньори, планински спасители, пожарникари, хирурзи и други.
Захранването на челниците може да се осъществява по различни начини. Най-често срещаните използват три или четири AA или AAA батерии, но съвремието предлага и такива с акумулаторни литиевойонни батерии или, рядко, слънчеви батерии.
В днешно време светодиодите се използват основно като източници на светлина, измествайки халогенните лампи, които са по-често срещани в миналото. LED технологията е по-икономична по отношение на консумацията на енергия, което намалява теглото и увеличава времето за осветление. Светодиод с мощност 1 W осигурява над 100 lm светлинен поток, а обхватът на съвременен челник с 300 lm е повече от 100 метра.
Често срещаните компактни модели се различават не само по обхвата и мощността, но и по наличието на различни режими. Някои модели могат да бъдат затъмнени според нуждите, например за да не заслепяват при четене или да осигуряват само мека светлина в палатка. Доброто затъмняване също удължава живота на батерията. Интегрираният режим на мигане може да спаси животи, особено при преходи, катерене и други дейности на открито. Той увеличава значително видимостта и се използва при спешни случаи. Междувременно има и челници с избираема червена светлина. Това гарантира, че зениците на потребителя не се затварят и че нощното виждане се запазва при повторно изключване на светлината.